# Europameisterschaften im Modernen Fünfkampf 2002
Die Europameisterschaften im Modernen Fünfkampf 2002 wurden in Ústí nad Labem, Tschechien, ausgetragen.

## Herren

### Einzel
| Platz | Land       | Sportler               |
| ----- | ---------- | ---------------------- |
| 1     | Tschechien | Libor Capalini         |
| 2     | Litauen    | Andrejus Zadneprovskis |
| 3     | Ungarn     | Gábor Balogh           |

### Mannschaft
| Platz | Land       | Sportler                                                   |
| ----- | ---------- | ---------------------------------------------------------- |
| 1     | Ungarn     | Gábor Balogh Sándor Fülep Péter Sárfalvi                   |
| 2     | Litauen    | Andrejus Zadneprovskis Andrius Žemaitis Edvinas Krungolcas |
| 3     | Tschechien | Libor Capalini Michal Michalík Michal Sedlecký             |

### Staffel
| Platz | Land    | Sportler                                                   |
| ----- | ------- | ---------------------------------------------------------- |
| 1     | Litauen | Andrejus Zadneprovskis Andrius Žemaitis Edvinas Krungolcas |
| 2     | Belarus | Pawal Douhal Dsmitryj Meljach Aleksandr Bysov              |
| 3     | Ukraine | Andriy Efremenko Vadim Tkatshuk Yaroslav Kozin             |

## Damen

### Einzel
| Platz | Land                   | Sportlerin      |
| ----- | ---------------------- | --------------- |
| 1     | Italien                | Claudia Corsini |
| 2     | Frankreich             | Axelle Guiguet  |
| 3     | Vereinigtes Königreich | Sian Lewis      |

### Mannschaft
| Platz | Land                   | Sportlerinnen                                     |
| ----- | ---------------------- | ------------------------------------------------- |
| 1     | Vereinigtes Königreich | Georgina Harland Sian Lewis Kate Allenby          |
| 2     | Italien                | Claudia Corsini Federica Foghetti Claudia Cerutti |
| 3     | Polen                  | Paulina Boenisz Edyta Małoszyc Magdalena Sędziak  |

### Staffel
| Platz | Land                   | Sportlerinnen                                         |
| ----- | ---------------------- | ----------------------------------------------------- |
| 1     | Italien                | Claudia Corsini Sara Bertoli Claudia Cerutti          |
| 2     | Vereinigtes Königreich | Georgina Harland Sian Lewis Emily Bright              |
| 3     | Russland               | Tatjana Muratowa Olesja Welitschko Wiktorija Saborowa |

## Medaillenspiegel
| Platz | Land                   | Goldmedaille | Silbermedaille | Bronzemedaille |
| ----- | ---------------------- | ------------ | -------------- | -------------- |
| 1     | Italien                | 2            | 1              | –              |
| 2     | Litauen                | 1            | 2              | –              |
| 3     | Vereinigtes Königreich | 1            | 1              | 1              |
| 4     | Tschechien             | 1            | –              | 1              |
| 4     | Ungarn                 | 1            | –              | 1              |
| 6     | Frankreich             | –            | 1              | –              |
| 6     | Belarus                | –            | 1              | –              |
| 8     | Polen                  | –            | –              | 1              |
| 8     | Russland               | –            | –              | 1              |
| 8     | Ukraine                | –            | –              | 1              |